# 板石沟乡
板石沟乡，是中华人民共和国辽宁省锦州市凌海市下辖的一个乡镇级行政单位。

## 行政区划
板石沟乡下辖以下地区：
上板石沟村、黄土坎子村、金沙锅村、锡匠沟村、羊草甸子村、下板石沟村、大马口子村、大齐屯村、大刘村和狮子岭村。